# Фридрих VI (Хесен-Хомбург)
Вижте пояснителната страница за други личности с името Фридрих VI.
Фридрих VI Йозеф Лудвиг Карл Август фон Хесен-Хомбург (на немски: Friedrich VI Joseph Ludwig Carl August von Hessen-Homburg; * 30 юли 1769 в Хомбург фор дер Хьое; † 2 април 1829 също там) е от 1820 г. до смъртта си ландграф на Хесен-Хомбург.
Той е най-възрастният син на ландграф Фридрих V фон Хесен-Хомбург (1748–1820) и съпругата му Каролина фон Хесен-Дармщат (1746–1821), дъщеря на ландграф Лудвиг IX фон Хесен-Дармщат.
Заедно с по-малкия му брат Лудвиг той следва в Женева.
Още на девет години е номиниран 1783 г. за руски инфатери-хауптман. Той служи през турските войни в австрийската войска на страната на Русия. През 1805 г. той е фелдмаршал-лейтенант, през 1813 г. е генерал на кавалерията през Френските войни и през 1819 г. напуска австрийската войска.
Фридрих VI се сгодява на 17 февруари и се жени на 7 април 1818 г. в Лондон за принцеса Елизабет от Великобритания (1770–1840), дъщеря на английския крал Джордж III и съпругата му София Шарлота фон Мекленбург-Щрелиц. Нейната зестра са 40 000 талери.
Фридрих VI умира внезапно на 2 април 1829 г. и е погребан в гробницата на дворец Бад Хомбург.